# Amphipyra baloghi
Amphipyra baloghi är en fjärilsart som beskrevs av Diosyeghy 1923. Amphipyra baloghi ingår i släktet Amphipyra och familjen nattflyn. Inga underarter finns listade i Catalogue of Life.